# Alain Corneau

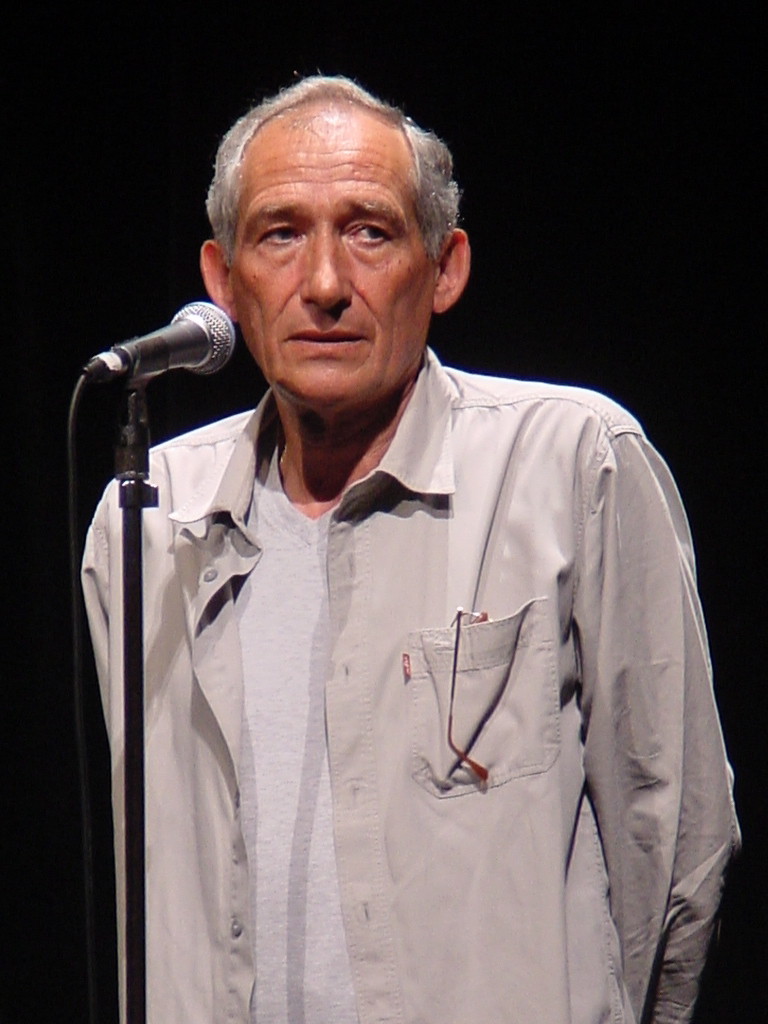
Alain Corneau op het festival van de Franse film in Yokohama, 2005

Alain Corneau (Meung-sur-Loire, 7 augustus 1943 - Parijs, 30 augustus 2010) was een Frans filmregisseur. 

## Leven en werk

### Opleiding en eerste stappen in de filmwereld
Corneau studeerde in 1968 af aan het IDHEC (Institut des hautes études cinématographiques) van Parijs en begon in de filmwereld als assistent of second unit director bij onder meer Michel Drach (Élise ou la Vraie Vie, 1970), Costa-Gavras (L'Aveu, 1970) en Nadine Trintignant  (Ça n'arrive qu'aux autres, 1971). Op de set van L'Aveu leerde hij Yves Montand kennen, die in verscheidene van zijn films de hoofdrol zou vertolken. Corneau regisseerde ook meerdere keren andere Franse topacteurs zoals Gérard Depardieu en Cathérine Deneuve. 

### Debuut als regisseur in de succesvolle jaren zeventig
Als regisseur debuteerde hij met de sciencefictionfilm France, Société Anonyme (1974). Zijn volgende film, Police Python 357 (1976), was een misdaadthriller met Yves Montand in de hoofdrol en speelde zich af in zijn geboortestad Orléans. Corneau zou nog enkele andere polars regisseren in de volgende jaren waarvan twee met Montand: La Menace (1977) en Le Choix des armes (1981).
In 1979 gaf Corneau de hoofdrol van zijn met vijf nominaties voor de Césars bedachte dramatische thriller Série noire aan Patrick Dewaere. Volgens de jong gestorven acteur ging het om zijn beste rol.

### Jaren tachtig
In 1984 gooide de big budgetfilm Fort Saganne hoge ogen bij de critici en aan de kassa, mede dankzij de schitterende cast met onder meer Gérard Depardieu, Cathérine Deneuve, Philippe Noiret en Sophie Marceau. Deze oorlogsfilm speelde zich vlak voor de Eerste Wereldoorlog af in het milieu van het Franse Vreemdelingenlegioen dat opstandige stammen in de Sahara moet bestrijden.  
Vijf jaar later zakte Corneau met hoofdrolspeler Jean-Hugues Anglade af naar Bombay voor de opnames van de existentiële helemaal in India gesitueerde roadmovie Nocturne indien (1989) waarin Anglade op zoek is naar een verdwenen vriend maar op den duur vooral naar zichzelf.

### Internationale erkenning metTous les matins du monde(1991)
Ruimere bekendheid verwierf hij met de dramatische muzikale biopic Tous les matins du monde (1991) over de barokcomponist en viola da gambaspeler Marin Marais die op het einde van zijn leven zijn herinneringen ophaalt aan zijn leermeester Monsieur de Sainte-Colombe en diens dochter Madeleine. De hoofdrollen werden vertolkt door Gérard Depardieu, diens zoon Guillaume (als de jonge Marais) en Jean-Pierre Marielle.  De film kreeg niet minder dan zeven Césars, werd ook internationaal een succes en de CD met de soundtrack, gespeeld door het ensemble Le Concert des Nations van Jordi Savall was een bestseller.

### Jaren tweeduizend
De tragikomedie Stupeur et Tremblements (2003) was een getrouwe verfilming van de gelijknamige roman van Amélie Nothomb.
In 2007 leverde hij een remake af van Jean-Pierre Melville's klassieke heistfilm Le Deuxième Souffle (1966) onder dezelfde titel. Daniel Auteuil vertolkte het hoofdpersonage dat in de originele versie door Lino Ventura werd gespeeld. 
Zijn laatste film, de psychologische thriller Crime d'amour (2010) werd enkele weken voor zijn overlijden in de Franse bioscopen uitgebracht. 

### Privéleven
Corneau stierf in 2010 op 67-jarige leeftijd aan longkanker. Hij was sinds 1997 de echtgenoot van Nadine Trintignant, de ex-vrouw van Jean-Louis Trintignant. Zij hadden twee kinderen geadopteerd van Nadine's dochter Marie Trintignant, die in 2003 op een tragische manier om het leven kwam.

## Filmografie (langspeelfilms)
- France, Société Anonyme (1974) met Michel Bouquet
- Police Python 357 (1976) met Yves Montand, Simone Signoret en François Périer
- La Menace (1977) met Yves Montand en Carole Laure
- Série noire (1979) met Patrick Dewaere en Marie Trintignant
- Le Choix des armes (1981) met Yves Montand, Gérard Depardieu en Cathérine Deneuve
- Fort Saganne (1984) met Gérard Depardieu, Cathérine Deneuve en Philippe Noiret
- Le Môme (1986) met Richard Anconina
- Nocturne indien (1989) met Jean-Hugues Anglade
- Tous les matins du monde (1991) met Gérard Depardieu en Jean-Pierre Marielle
- Le Nouveau Monde (1995)
- Le Cousin (1997)
- Le Prince du Pacifique (2000) met Thierry Lhermitte
- Stupeur et Tremblements (2003) met Sylvie Testud
- Les Mots bleus (2005) met Sylvie Testud en Sergi López i Ayats
- Le Deuxième Souffle (2007) met Daniel Auteuil, Monica Bellucci en Jacques Dutronc
- Crime d'amour (2010) met Ludivine Sagnier en Kristin Scott Thomas